# كارلوس جوتيريز
كارلوس ميجيل جوتيريز (بالإنجليزية: Carlos Miguel Gutierrez)‏ (التهجئة الأصلية Gutiérrez، ولد في 4 نوفمبر 1953) هو ووزير التجارة الأمريكي السابق. ويشغل حاليا منصب الرئيس المشارك لمجموعة أولبرايت ستونبريدج، وهي شركة استشارية إستراتيجية.
كان غوتيريز سابقا رئيس مجلس الإدارة والرئيس التنفيذي لشركة كلوقز. شغل منصب وزير التجارة الخامس والثلاثين من عام 2005 إلى عام 2009.

## التعليم
تعلم في معهد مونتيري للتكنولوجيا والتعليم العالي.

## روابط خارجية
- كارلوس جوتيريز على موقع مونزينجر (الألمانية)
- كارلوس جوتيريز على موقع إن إن دي بي (الإنجليزية)